# Ёжики (деревня)
Ёжики (бел. Ёжыкі) — деревня в Жабинковском районе Брестской области Белоруссии. Относится к Ленинскому сельсовету.

## История
Известна с XVII века. В 2018 году границы населённого пункта были скорректированы (исключён пахотный участок).

## Улицы
В деревне имеется улица Центральная.

## Население
Население 30 человек (2019). В 2009 году население составляло 59 человек.
По другим данным 17 хозяйств и 31 житель.

## Транспорт
Местная автодорога Н-153 Рогозно — Ёжики — Филипповичи c подъездом к деревне Шелухи связывает деревню Ёжики с дорожной сетью страны.